# Jesus to a Child
«Jesus to a Child» (с англ. — «Иисус — младенцу») — сингл Джорджа Майкла с его третьего сольного альбома Older, выпущенный в январе 1996 года. Является одной из известнейших песен Джорджа Майкла.

## Характеристика
Песня стала первым большим хитом музыканта в Великобритании за три с половиной года (если принимать в расчёт не кавер-версии, а песни, написанные им лично). Также этот сингл стал первым в карьере Майкла синглом со студийного сольного альбома, которому удалось возглавить UK Singles Chart, и первым синглом, дебютировавшим сразу на вершине чарта. На тот момент это была шестая песня в исполнении Джорджа Майкла, (включая его совместные работы), которой удалось возглавить британский чарт, и самая длинная его песня, попавшая в UK Top 40.
В Billboard Hot 100 сингл дебютировал на 7-м месте. Это был самый высокий дебют в чарте песни британского исполнителя за более чем 25 лет и самый успешный дебют Майкла в американских чартах.

## Предыстория
Песня является посвящением бразильскому дизайнеру моды Ансельмо Фелеппе (Anselmo Feleppa, 21 августа 1956 — 26 марта 1993). Фелеппа и Майкл встретились в январе 1991 года после выступления музыканта в Рио-де-Жанейро на фестивале Rock in Rio. Весной 1993 года Фелеппа умер от кровоизлияния в мозг, вызванного прогрессирующим СПИДом. После его смерти Майкл не писал новых песен в течение полутора лет. Осенью 1994 года, чуть больше, чем за час, им была написана песня «Jesus to a Child», в которой чувствуется влияние бразильского музыкального стиля босанова.
Премьера песни состоялась 24 ноября 1994 на первой церемонии MTV Europe Music Awards, проходившей в Берлине. Анонсируя выступление Майкла и премьеру песни, ведущий церемонии Том Джонс назвал её «гениальной».
С выходом песни стали ходить слухи, кому она посвящена и какие отношения связывали Майкла с этим человеком. После того как в 1998 году музыкант вынужден был совершить каминг-аут, он стал перед каждым исполнением песни посвящать её умершему другу.
В 2016 году стало известно, что все доходы от сингла с момента его выпуска певец перечислял в фонд поддержки детей Childline; данный акт позволил спасти тысячи человеческих жизней.

## Список композиций
Аудиокассета
1. «Jesus to a Child» — 6:50
2. «One More Try»[4] (live gospel version) — 5:21
3. «Older» (инструментальная версия) — 5:18

UK CD 1 (VSCDT 1571)
1. «Jesus to a Child» — 6:50
2. «One More Try» (live gospel version) — 5:21
3. «Older» (instrumental version) — 5:18

UK CD 2 (VSCDX 1571)
1. «Jesus to a Child» — 6:50
2. «Freedom '94» (live version) — 6:04
3. «One More Try» (live gospel version) — 5:21
4. «Older» (instrumental version) — 5:18

## Позиции в чартах
| Хит-парады (1996)                     | Высшая позиция |
| ------------------------------------- | -------------- |
| Австралия                             | 1              |
| Австрия                               | 1              |
| Бельгия (Валлония)                    | 2              |
| Бельгия (Фландрия)                    | 3              |
| Великобритания                        | 1              |
| Ирландия                              | 1              |
| Испания                               | 1              |
| США (Billboard Hot 100)               | 7              |
| США (Billboard Adult Contemporary)    | 5              |
| США (Billboard Adult Pop Songs)       | 20             |
| США (Billboard Hot R&B/Hip-Hop Songs) | 22             |
| США (Billboard Pop Songs)             | 20             |
| Финляндия                             | 1              |
| Франция                               | 7              |